# Ca l'Orench
Ca l'Orench és un edifici cantoner del municipi de Blanes (Selva) inclosa en l'Inventari del Patrimoni Arquitectònic de Catalunya. Projectat per Francesc Folguera l'any 1926, està situat al número 34 del carrer Ample. A la planta baixa hi ha una pastisseria que manté la decoració típica dels comerços de principis del segle xx. El pis inferior ha sofert grans modificacions, tot i que conserva l'ostentosa porta principal, amb decoracions i relleus inspirats a l'estil barroc. Les finestres de la planta superior presenten motllures decorades. A sobre hi ha una terrassa, al centre de la qual hi ha una galeria porxada d'arcades de mig punt.

## Descripció
És un edifici de dues plantes amb terrassa porxada que dona a tres carrers: al carrer Ample, al carrer del Raval i al carrer Valls. La planta baixa està adaptada a dos comerços i un d'ells té una porta monumentalitzada. Consta d'un arc de mig punt amb decoració barroca de frontó truncat, d'un escut municipal i d'una coronació que representa gerres plenes de fruita, enllaçant ja amb una de les finestres del primer pis. Aquest té diverses obertures rectangulars amb marcs motllurats de pedra, amb relleus vegetals i petites mènsules, i una obertura d'ull de bou a la façana principal. La cornisa consta de decoracions circulars i motllures vegetals. El lateral del carrer Valls també té, al primer pis, un relleu amb vas de fruites com a l'entaulament de la porta principal. Pel que fa a la galeria porxada que hi ha sobre el primer pis, ocupa la part central de l'edifici i té tres arcades de mig punt amb la cornisa emmotllurada i pilars quadrats amb decoració vegetal.
La restauració i reconstrucció fou a càrrec de Francesc Folguera (1926).